# Tạ Phạm Cảnh
Tạ Phạm Cảnh (chữ Hán: 謝梵境) là hoàng hậu của Lưu Tống Thuận Đế (劉宋順帝) Lưu Chuẩn (刘准) trong lịch sử Trung Quốc.

## Tiểu sử
Tạ Phạm Cảnh xuất thân danh môn, cha là quan đại thần Tạ Dương (謝颺). Ông nội là quan đại thần Tạ Trang (謝莊) đưới triều Lưu Tống Hiều Vũ Đế và Lưu Tống Minh Đế. Là hậu duệ của Tạ Vạn (謝萬), em trai của Tạ An, nhà chính trị, quân sự lớn và đại thần dưới thời Đông Tấn. Cha của Tạ Trang là Tạ Hoằng Vi (謝弘微) là con nuôi của Tạ An, nên cũng xem như hậu duệ.
Ngày 5/8/477, Tiêu Đạo Thành sau đó lập Lưu Chuẩn làm hoàng đế (tức Thuận Đế), song vị hoàng đế 10 tuổi này chỉ là con rối của Tiêu.
Mùa đông năm 478, Thuận Đế lập Tạ Phạm Cảnh, làm hoàng hậu. Lúc đó không biết bà bao nhiêu tuổi.
Ngày 27/5/479, Tiêu Đạo Thành ép buộc Thuận Đế nhường ngôi, trở thành Nam Tề Cao Đế, chấm dứt triều Lưu Tống và mở ra triều Nam Tề. Tiêu Đạo Thành lập Lưu Chuẩn làm Nhữ Âm vương. Còn Tạ Phạm Cảnh thì thành Nhữ Âm vương phi.
Chưa đầy một tháng sau khi Cao Đế lên ngôi, đã cho tàn sát các thành viên trong hoàng tộc Lưu Tống trước đây. Không biết bà có sống sót trong vụ thảm sát đó hay không. Từ đó không còn ghi chép nào về Tạ Phạm Cảnh.